# سن اورسان
شهر سن اورسان  در بخش پورانترویی در ایالت ژورا در کشور سوئیس واقع شده‌است که ۷۰۰ نفر جمعیت دارد.